# تاريخ الزراعة في الصين

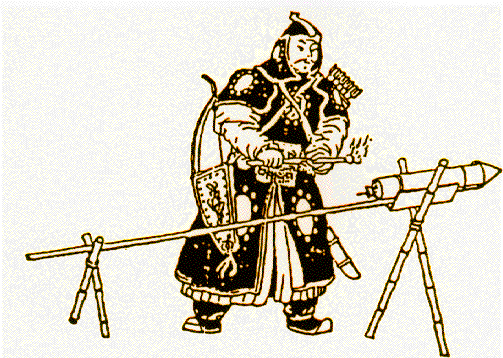
رسم لجندي منغولي يشعل صاروخًا

على مدى ألف عام، لعبت الزراعة دورًا هامًا في المجتمع والاقتصاد الصينيين. ومع تأسيس جمهورية الصين الشعبية في عام 1949، كانت جميع الأراضي الصالحة للزراعة تحت أنظمة حراثة وري وتصريف مياه شيدت قبل قرون وإجراءات زراعة مكثفة كانت قد أعطت بشكل مسبق نتاجًا بكمية كبيرة نسبيًا. غير أن الأراضي الصغيرة البكر كانت متوافرة لدعم النمو السكاني والنمو الاقتصادي. ولكن مع انخفاض الإنتاج نتيجة القفزة العظيمة للأمام (1958 – 1960)، زادت الإصلاحات الزراعية التي طبقت في الثمانينيات من القرن العشرين من المحاصيل، حتى أنها وعدت بإنتاج أكبر في المستقبل من الأراضي المحروثة المتوافرة.

## تاريخ ما قبل 1949

### التاريخ القديم
من المحتمل أن القمح «ظهر عند النهر الأصفر الأدنى قبل التقويم الميلادي بنحو 2600 عامًا، ومن ثم في غانسو وتشينغ يانغ قبل الميلاد بنحو 1900 عام وفي النهاية ظهر أيضًا عند النهر الأصفر المتوسط وأقاليم التيبت بحلول عام 1600 ما قبل الميلاد».

### حقبة مينغ، منذ عام 1368 حتى عام 1644
تضاعف التعداد السكاني مع استيطان أراض جديدة في مقاطعات فوجين وغوانغزهو وغوانغتشي، وأُدخلت محاصيل جديدة وطورت أنظمة الري. طورت المناطق الجبلية في جنوبي شرق الصين خلال حقبة مينغ كينغ على أيدي المهاجرين من المناطق المكتظة سكانيًا. وتخصص هؤلاء في محاصيل جديدة كالذرة، وفي التزايد السريع في الطلب على محاصيل معينة (كالشاي) في الأسواق الأجنبية.
لا شك حول حقيقة أن الخبرات الصينية في الزراعة، كما في العديد من الأفرع الأخرى للمعرفة، كانت تنافس وتتخطى ما هو معروف في الغرب حين وصل اليسوعيون إلى بلاط مينغ. أثارت الإنتاجية المرتفعة للزراعة الصينية عجب الزوار الأوائل، وأيضًا المداورة المبتكرة بين المحاصيل والأجهزة المعقدة لرفع منسوب المياه ومعدات أخرى وعقلانية وصناعة المزارع الفلاح الصيني. وقد أثار استغرابهم أيضًا موقع الهيمنة الذي أعزي إلى الزراعة في الاقتصاد السياسي الصيني، حيث عُرف بأنه «الرئيسي». كان لذلك تأثير حاسم على نظريات المدرسة الفرنسية للاقتصاديين السياسيين، الفيزيزقراط، الذين أصروا شأنهم شأن الفلاسفة الصينيين على أن الزراعة، لا التجارة أو الصناعة، كانت المصدر الوحيد للثروة الحقيقية والمستدامة. 

فرانسيسكا براي

### حقبة كينغ 1644 – 1911
في فترة ما قبل عام 1949 كان 90% من التعداد السكاني يعيش من الزراعة، من المزارعين المستأجرين الفقراء إلى ملاك الأراضي الأثرياء. كان العديد منهم مستأجرين شديدي الفقر أو عمالًا مياومين، وكان الآخرون ولا سيما في المقاطعات الجنوبية أفضل حالًا وأكثر أمانًا بامتلاكهم لأراضيهم. امتدح الكونفوشيون الذين كانوا يسيطرون على الصين الزراعيين بصفتهم رجالًا صادقين يؤمنون غذاء الأمة. كانت المجاعات والفيضانات تشكل خطرًا جسيمًا. ومن أجل تجنب التمردات المحلية أنشأت حكومة تشينغ نظامًا دقيقًا للحماية من المجاعات والكوارث الأخرى كالأوبئة. واستند النظام إلى نظام تخزين حبوب. وقد قلل النظام من كارثية المجاعة عبر توزيع الحبوب بالمجان أو بسعر منخفض. غير أن النظام تعرض للتدمير إلى حد كبير خلال تمرد تايبينغ الذي وقع في الثمانينيات من القرن التاسع عشر، الأمر الذي وضع هذا الجزء الكبير من السكان تحت خطر الفيضانات والجفاف والطاعون وأسباب أخرى للمجاعات. قلل تقديم إمدادات غذائية رئيسية جديدة عبر البطاطا الحلوة بشكل حاد من الجوع الشديد وقلل من اندلاع التمردات.
بعد قمع التمردات في الستينيات من القرن التاسع عشر، عملت الحكومة الوطنية على تخفيف التوتر وعلى استقرار المجتمع وتطوير الزراعة. وقللت أيضًا من الضرائب وباتت تطالب بالعمل القسري واستصلحت الأراضي ونظمت الري. بعد عام 1900 أسست الحكومة جمعيات ريفية نشرت صحفًا ومناشير تعليمية للمزارعين وأنشأت مدارس زراعية وعقدت جلسات تدريب محلي وأيضًا معارض زراعية. وتواصلت برامج تهدف إلى مواصلة حفظ المياه ومشاريع محطة الغابات. كانت الإصلاحات الزراعية بعدًا واحدًا من جهود حثيثة في اللحظة الأخيرة بذلتها حكومة تشينغ لإصلاح سريع للتعليم وللجيش وللإدارة المحلية.

### منذ عام 1949
أجرى القادة السياسيون للصين منذ العام 1949 عدة تجارب واسعة النطاق لتعزيز الإنتاج الزراعي. أولًا، أبعد برنامج ضخم للإصلاح الزراعي ملاك الأراضي وأعطى الأرض لمن يزرعونها. تاليًا، نُظمت الأسر المزارعة بشكل تقدمي ضمن جماعيات أو جمعيات تعاونية أو كمونات شعبية. حدّثت سياسة التطوير التي تبنتها الصين الإنتاج الزراعي خلال السنوات العشرين الأولى لنظام الكمونة. فضمن الفترة الواقعة بين عامي 1957 و1979:
- ازدادت نسبة الأراضي المحروثة آليًا من 2.4% إلى 42.4%
- ازدادت مناطق الأراضي المروية من 24.45% إلى 45.2%
- ازدادت الأراضي المروية عبر الاستعانة بالكهرباء من 4.4% إلى 56.3% (كنسبة لجميع الأراضي المروية)
- ازداد عدد الجرارات الصغيرة ومتوسطة الحجم التي كانت قيد الاستخدام بعامل من 45
- ازدادت القدرة الحصانية في الهكتار الواحد للآليات الزراعية الرئيسية (معدات الري أو تصريف المياه والجرارات والدفات) بمعدل سنوي يبلغ 24%[12]

ازداد إنتاج الصين للحبوب من 181 مليون طن في عام 1952 إلى 285 مليون طن في عام 1977. بشكل عام، ازداد إنتاج الحبوب بنسبة 3% سنويًا، مع استثناء الفترة بين عامي 1959 و1961.
ومع ذلك، بعد تجربة دامت لأكثر من 25 عامًا مع الكمونات، ألغى المسؤولون هذه المؤسسات التي اعتبروها شديدة البيروقراطية وأكثر جمودًا من أن تستجيب للمتطلبات المرنة للإنتاج الزراعي. أيضًا، ضعفت محفزات إنتاج المزارع ضمن نظام الكمونة. في عام 1978 بدأ قادة الصين برنامجًا شاملًا للإصلاح الزراعي. فنظمت البلدات والقرى ودمجت حوافز جديدة ضمن العلاقات التعاقدية التي تربط المزارعين بالجمعيات التعاونية والأعمال التجارية الاقتصادية. بحلول نهاية السبعينيات من القرن العشرين، كانت الصين قد حققت اكتفاءً ذاتيًا في الغذاء.
منذ الثورة في عام 1949، كرست الصين معظم استثماراتها وطاقتها الإدارية للقطاع الصناعي. بشكل عام، لم يتلق القطاع الزراعي اهتمامًا خاصًا إلا حينما رأى القادة أن هذا القطاع بات يكبح النمو الاقتصادي الإجمالي للصين.
كان النتاج الزراعي مواكبًا للنمو السكاني إلا أنه لم يمتد بسرعة كافية ليرفع من مستوى المعيشة. وبقي استهلاك كل فرد للحبوب والألياف وزيت الطعام والسكر والفواكه والخضار والسمك واللحوم والبيض ومشتقات الحليب منخفضًا. وازدادت قيمة البضائع التي كان القطاع الزراعي ينتجها، إلا أن ذلك لم يكن بسرعة ازدياد إنتاج قطاعات الاقتصاد الأخرى. في عام 1949 كان نحو نصف نتاج البلاد يأتي من القطاع الزراعي. وبحلول عام 1955 انخفض هذا المعدل إلى 41% ومن ثم إلى 31% بحلول عام 1965، وعاد وانخفض في عام 1975 إلى 25%. إلا أن الإصلاحات الزراعية التي انطلقت في أوائل الثمانينيات من القرن العشرين أفضت إلى ارتفاع ناتج الزراعة إلى 33% من الناتج المحلي الإجمالي في عام 1985. في الوقت نفسه، كان أكثر من 60% من قوة العمل الوطنية يعمل في الزراعة.
وهكذا كانت الصين في أواخر الثمانينيات من القرن العشرين متأهبة لمواجهة المتطلبات المتنامية للإنتاج الزراعي عبر مزيج من وسائل الزراعة التي اختُبرت عبر الوقت والتكنولوجيا الزراعية الحديثة. إلا أن مساحة وتنوع البلاد – في الجغرافية وفي التعداد السكاني، كانا قد شكلا تحديًا استثنائيًا لصانعي السياسة الصينية ومطبقيها.

## إصلاح الاقتصاد الزراعي في الثمانينيات من القرن العشرين
في أواخر الثمانينيات من القرن العشرين، بقيت الصين بلدًا زراعيًا بشكل رئيسي. وحتى عام 1985 كان نحو 63% من التعداد السكاني يعيش في مناطق ريفية وكان 63% من قوة العمل الوطنية يعمل في الزراعة. كانت التكنولوجيا الحديثة قد انتشرت ببطء في مناطق الزراعة الواسعة وكان توافر الإمدادات الحديثة أقل من كاف، وهو ما تسبب في تأخر نمو الإنتاج الزراعي خلف زيادة الإنتاج في باقي البلاد. انخفضت نسبة الناتج القومي الإجمالي الذي كانت تنتجه الزراعة من أكثر من 43% مطلع الخمسينيات من القرن العشرين إلى نحو 29% في عام 1985. كان معدل النمو الزراعي المنخفض بالمقارنة مع القطاعات الأخرى في الاقتصاد يعكس حقيقة أن المزارع المتوسط كان يمتلك آليات وقدرة كهربائية وإعانات حديثة أخرى للإنتاج أقل بكثير مما كان يمتلك العامل المتوسط في الصناعة. وبموجب نظام المسؤولية الأسرية، اشترت الأسر المزارعة والمنظمات الجماعية كميات كبيرة من الآليات الجديدة، ولا سيما الجرارات الصغيرة والشاحنات. وازدادت قدرة الآليات الزراعية لكل مزارع بنحو 30% بين عامي 1979 و1985، إلا أنها كانت ما تزال أقل من قوة حصان واحد (0.75 كيلو واط) لكل شخص.
قبل أوائل الثمانينيات من القرن العشرين، كان معظم القطاع الزراعي قد نُظم وفقًا لنظام كمونة من ثلاثة مستويات. وكان هناك ما يزيد عن 50 ألف كمونة شعبية، وكان معظمها يضم أكثر من 30 ألف عضو.